# Jadwiga Skąpska-Truscoe
Jadwiga Skąpska-Truscoe (ur. 31 sierpnia?/13 września 1907 w Błagowieszczeńsku w obwodzie amurskim, zm. 12 października 1996 w Anglii) – polska działaczka harcerska, inicjatorka i współorganizatorka pierwszych w Polsce szkoleniowych obozów wodnych oraz organizatorka pierwszych żeglarskich rejsów morskich załóg żeńskich, kapitan „Grażyny”  – jachtu flagowego polskiego żeglarstwa kobiecego.

## Życiorys

### Dzieciństwo na Syberii i powrót do kraju
Była córką polskiego patrioty, zesłańca-Sybiraka. Urodziła się w roku 1907 w Błagowieszczeńsku. Dorastała w sierocińcu zorganizowanym we Władywostoku dla polskich sierot, m.in. potomków powstańców styczniowych (1863) i listopadowych (1831). Sierociniec prowadził polski lekarz, Józef Jakóbkiewicz (również potomek powstańca styczniowego). W ośrodku umożliwiano dzieciom uprawianie sportów wodnych; od roku 1917 działał też Harcerski Hufiec Syberyjski, do którego należała 10-letnia Jadwiga Skąpska. 
W niebezpiecznych latach rewolucji październikowej zorganizowano w roku 1919 – z pomocą Japońskiego Czerwonego Krzyża i Amerykańskiego Czerwonego Krzyża – Polski Komitet Ratunkowy Dzieci Dalekiego Wschodu, kierowany przez Annę Bielkiewicz (członkiem Komitetu był też Józef Jakóbkiewicz). Na japońskich statkach 763 wygłodzonych polskich dzieci przepłynęło do Tsurugi, które następnie zostały przewiezione do Tokio i Osaki. W Japonii były serdecznie goszczone – otrzymały nowe ubrania, upominki od cesarzowej Sadako Kujō (honorowej przewodniczącej Japońskiego Czerwonego Krzyża), zostały objęte opieką lekarską, chodziły do szkoły. Gdy Polska odzyskała niepodległość, dzieci wróciły do kraju. Pierwszą grupę sierot przewieziono do Stanów Zjednoczonych statkami „Suwa Maru”, „Katori Maru” i „Fushimi Maru” (łącznie repatriacja do Polski przez Amerykę objęła 370 dzieci). Kolejne grupy odbyły morską podróż przez Ocean Indyjski, Kanał Sueski, Morze Śródziemne, Ocean Atlantycki, Morze Północne, Bałtyk) – do Gdańska (wówczas portu niemieckiego). Koszty operacji pokrywały: rząd japoński, polonia amerykańska, Helena i Ignacy Paderewscy oraz różne fundacje; była prowadzona pod patronatem marszałka Piłsudskiego i prezydenta Roosevelta. 

### Lata 1923–1945 w Polsce
W roku 1923, po ok. dwuletniej podróży, dzieci z Syberii w wieku  1–17 lat – wśród nich Jadwiga Skąpska i jej dwóch młodszych braci – przybyły do Wejherowa, gdzie otwarto – w obecności prezydenta Wojciechowskiego Zakład Wychowawczy Dzieci Syberyjskich. Letnią siedzibą Hufca Syberyjskiego, kierowanego przez J. Jakóbkiewicza, stał się Półwysep Helski. Od roku 1925 Jadwiga Skąpska była opiekunką harcerek-żeglarek, uczestniczących w letnich obozach. W następnych latach zdobywała kolejne stopnie harcerskie, prowadząc drużynę należącą do Pomorskiej Chorągwi Harcerek, oraz uzupełniała wykształcenie – zdała maturę, ukończyła Centralny Instytut Wychowania Fizycznego w Warszawie (została instruktorką w tym Instytucie) i podjęła studia na Wydziale Pedagogiczno-Filozoficznym Wolnej Wszechnicy Polskiej. W roku 1930 została mianowana działaczką harcerską w utworzonym wówczas Referacie Żeglarskim Wydziału Wychowania Fizycznego Głównej Kwatery Harcerek (GKH-ek). Wkrótce zainicjowała organizację szkoleniowych obozów wodnych dla dziewcząt. W czasie obozów, poza pływaniem wpław i wiosłowaniem, dziewczęta żeglowały na trzech zakupionych łódkach żaglowych, co było wówczas działaniem przełomowym. 
W końcu roku 1934 harcerki otrzymały od Michała Grażyńskiego – wojewody śląskiego i przewodniczącego ZHP – pełnomorski jacht „Grażyna”, który na Zlot Harcerek Chorągwi Pomorskiej przyprowadził jachtowy kapitan żeglugi wielkiej  – Witold Bublewski. Pierwszym kapitanem „Grażyny” została Jadwiga Wolffowa-Neugebauerowa, pierwsza kobieta w Polsce, która otrzymała stopień kapitana jachtowego. Jadwiga Skąpska prowadziła na tym jachcie coroczne dwutygodniowe rejsy szkoleniowe do roku 1939 (od 1935 r. jako kapitan). Dowodziła w czasie pierwszych morskich rejsów polskich załóg żeńskich, m.in. do Danii i Szwecji (1937). W czasie jednego z tych rejsów powstała piosenka „Pod żaglami «Grażyny»”, zaadaptowana wkrótce przez załogę „Zawiszy Czarnego” (zob. Pod żaglami Zawiszy).
W okresie II wojny światowej Jadwiga Skąpska-Truscoe działała w Armii Krajowej z ramienia Komendy Pogotowia Harcerek. Angażowała się w opiekę nad sierotami, współpracując z Januszem Korczakiem.

### Lata powojenne
W roku 1948 Jadwiga Skąpska-Truscoe przedostała się z rodziną do Anglii. Działała w Głównej Kwaterze Harcerek p.g.K. (Związek Harcerstwa Polskiego poza granicami Kraju), od roku 1950 jako podharcmistrzyni, a od roku 1954 – jako harcmistrzyni. Prowadziła obozy i kolonie letnie, na których zdobywano Polską Odznakę Sportową, oraz obozy szkoleniowe dla instruktorek. Była kwatermistrzynią Światowych Zlotów ZHP p.g.K. pod Monte Cassino (1969) i w Comblain-la-Tour (Liège, 1982). Należała do Naczelnego Sądu Harcerskiego (1974–1976); przez wiele lat była skarbniczką GKH-ek p.g.K.. W wiekiem nie traciła energii i pogody ducha, co wiązała z aktywnością fizyczną. W artykule na temat znaczenia sportu w wychowaniu, zamieszczonym w czasopiśmie harcerskim „Znicz” (Nr. 34, marzec 1950) napisała m.in.: 

Nie dlatego przestajemy się bawić, że się starzejemy, ale starzejemy się dlatego, że przestajemy się bawić.

## Odznaczenia
Otrzymała:
- 1935 – Medal XVI-lecia Odzyskania Morza za działalność wychowawczą w ZHP i Lidze Morskiej,
- 1939 – Krzyż Kampanii Wrześniowej.

## Upamiętnienie
Gdy w roku 1956 wznawiano działanie ośrodka szkoleniowego „Funka” nad Jeziorem Charzykowskim, jedną z łodzi wiosłowo-żeglarskich nazwano „Jaga” od imienia Jagi Skąpskiej.

## Życie prywatne
Jadwiga Skąpska wyszła za mąż za Anglika, który pozostał w Polsce w czasie wojny i działał w Armii Krajowej. Mieli dwoje dzieci. Rodzina wyjechała na stałe do Anglii w roku 1948.